# Hobbe van Baerdt Tsjerke
De Hobbe van Baerdt Tsjerke is een kerkgebouw in Joure in de Nederlandse provincie Friesland. Het kerkgebouw is een rijksmonument.

## Beschrijving
De kerk is vernoemd naar Hobbe van Baerdt, grietman van Haskerland in de periode 1615-1650. Op de fronton boven de ingangspoort staat De heer Gritman Hobbe van Baerdt 1644. In dit jaar werd door hem op 18 maart de eerste steen gelegd voor de tweebeukige (schip en zijbeuk) kerk ter vervanging van een kerk uit de 16e eeuw. In 1939 werd de kerk door brand verwoest. De herbouw duurde vanwege de Tweede Wereldoorlog tot 1947.
De toren (De Jouster Toer) is ouder en dateert uit 1628 (eerste steen gelegd op 8 augustus door Hobbe van Baerdt). In de toren van drie geledingen bevond zich een raadkamer en gevangenis. De klokken in de toren zijn gegoten door de klokkengieters: Gregorius Hall (1603), Jacob Noteman (1636) en L. Haverkamp (1790). In 1953 werd door Douwe Egberts een carillon met 37 klokken geschonken.
Het interieur wordt gedekt door houten tongewelven. Tot de inventaris behoren een herenbank (1645) van de familie Van Baerdt (in 1779 naar familie Van Eysinga) en een herenbank (1694) van de familie Vegelin van Claerbergen en een preekstoel uit de 17e eeuw afkomstig van de gesloopte Galileërkerk in Leeuwarden. Het oorspronkelijke orgel was gemaakt door Van Dam uit Leeuwarden. Het orgel uit 1978 is gemaakt door Jürgen Ahrend.

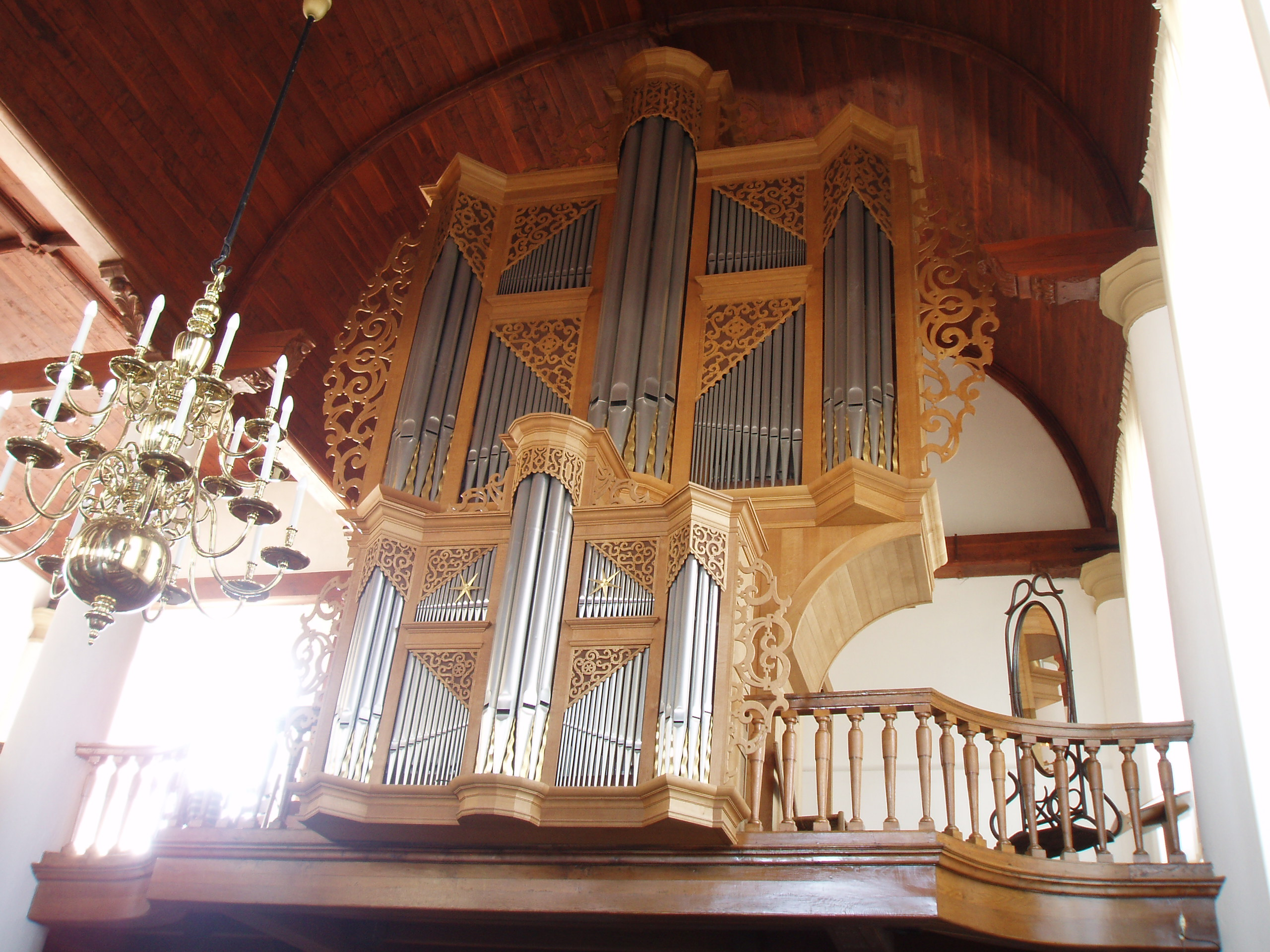
Orgel
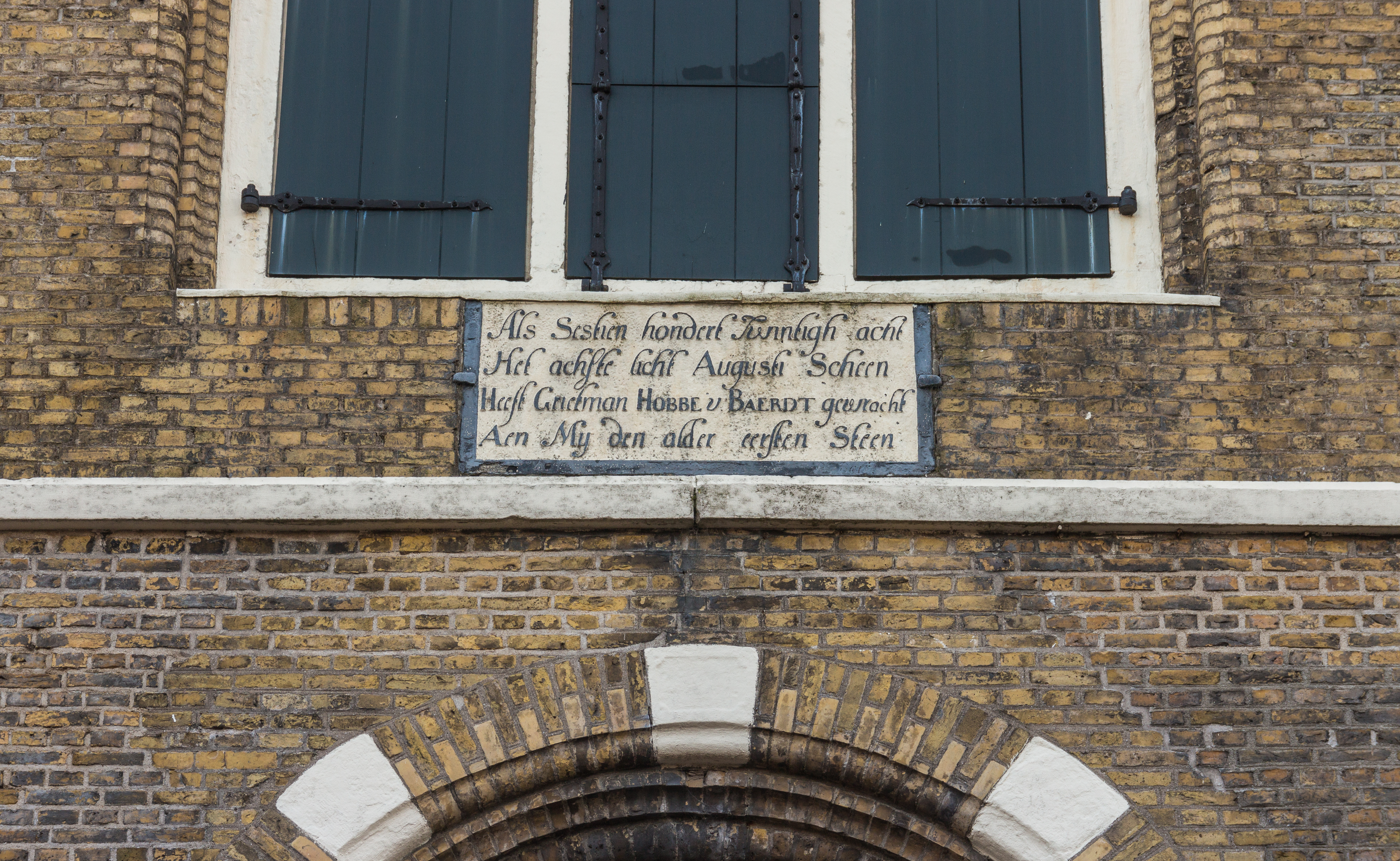
Gevelsteen

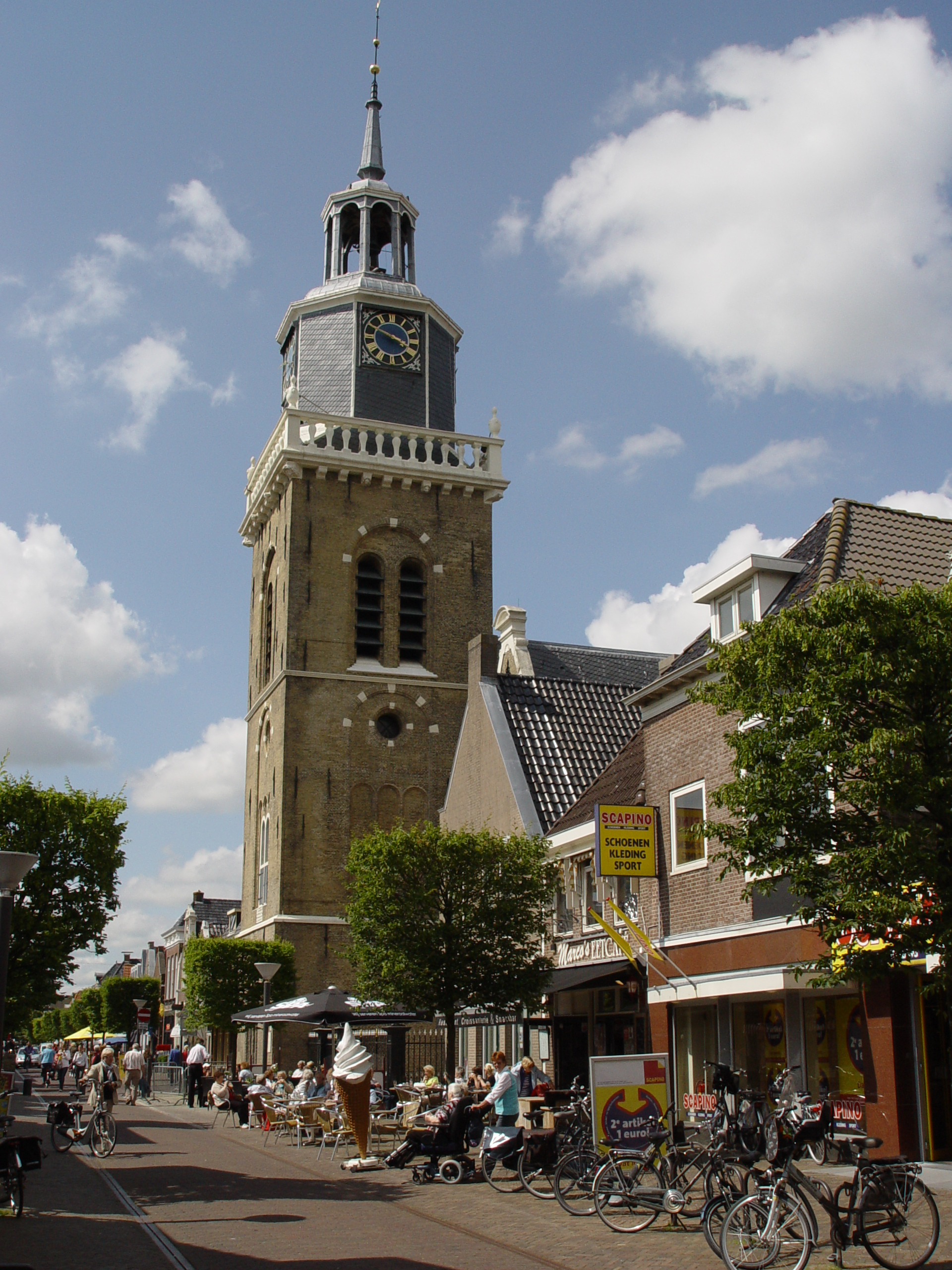
Kerktoren in de Midstraat
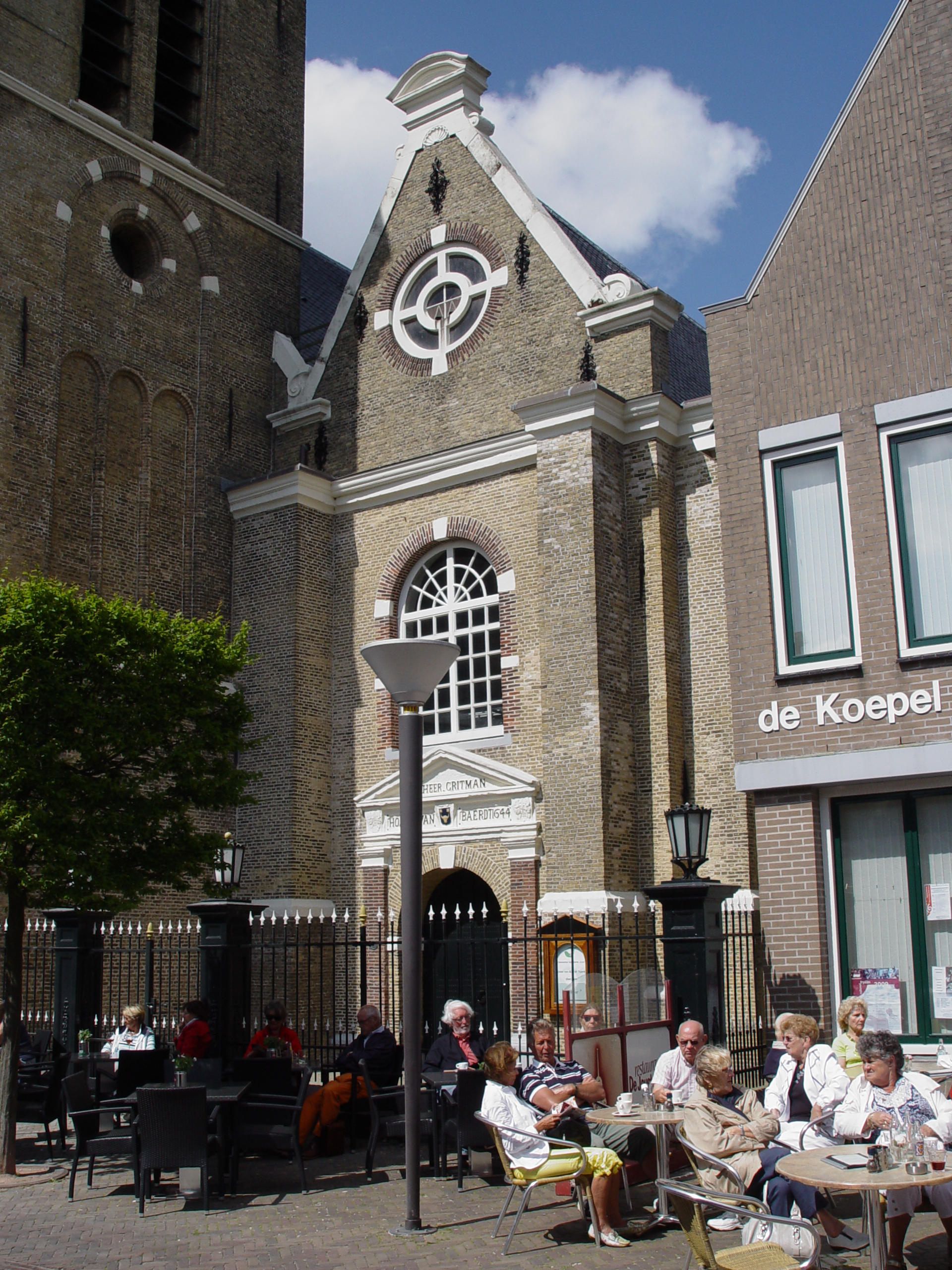
Ingang